# Кривая Войницька
45°19′ пн. ш. 15°43′ сх. д. / 45.32° пн. ш. 15.71° сх. д.
Кривая Войницька (хорв. Krivaja Vojnićka) — населений пункт у Хорватії, у Карловацькій жупанії у складі громади Войнич.

## Населення
Населення за даними перепису 2011 року становило 21 осіб.
Динаміка чисельності населення поселення: